# 関西医科大学香里病院
関西医科大学香里病院（かんさいいかだいがくこおりびょういん）は、大阪府寝屋川市にある大学病院。

## 沿革
1947年8月1日、大阪女子医科大学附属香里病院として開院。
1954年、大学名の変更に伴い、関西医科大学附属香里病院に改称。
2005年12月31日に一旦閉院したが、京阪香里園駅東地区再開発事業により建て替えが行われ、2010年7月1日に関西医科大学香里病院として再開院。

## 診療科
- 内科
- 小児科
- 外科
- 乳腺外科
- 整形外科
- 皮膚科
- 腎泌尿器外科
- 眼科
- 耳鼻咽喉科
- 婦人科
- 麻酔科
- 放射線科

## 交通
- 京阪電鉄香里園駅より徒歩1分[1]。